# Zarośla (Okoniny Nadjeziorne)
Zarośla – osada wsi Okoniny Nadjeziorne, w Polsce, w województwie kujawsko-pomorskim, w powiecie tucholskim, w gminie Śliwice.
W latach 1975–1998 miejscowość administracyjnie należała do województwa bydgoskiego.